# Stevenia actenata
Stevenia actenata är en tvåvingeart som beskrevs av Zeegers 2008. Stevenia actenata ingår i släktet Stevenia och familjen gråsuggeflugor. Inga underarter finns listade i Catalogue of Life.